# Альба Регія (фільм)
Альба Регія (угор. Alba Regia) — угорський художній фільм, знятий в 1961 режисером Міхаєм Семешем за новелою Бели Леваі і Тамаша Шіпоша.

## Сюжет
У радистку Альбу, діючу в тилу фашистів в окупованій Угорщині, закохується лікар, доктор Хайнал, який завжди вважав себе поза політикою. Волею випадку радистка ховається в будинку у лікаря. Хайнал виявляється втягнутим в небезпечне для життя протистояння з німцями. Перед ним постає складне питання: залишатися нейтральним, коли навколо гинуть патріоти і Альбі загрожує смерть, або залишитися чесною людиною і взяти участь в боротьба за свободу і справедливість.

## В ролях
- Тетяна Самойлова — Альба, радянська розвідниця
- Міклош Ґабор (кіноактор) — доктор Хайнал (дублює Володимир Дружников)
- Імре Радаі — доктор Конрад, полковий лікар, майор, начальник госпіталю (дублює Володимир Осенєв)
- Хеді Вараді — медсестра (дублює Віра Петрова)
- Ференц Бешшеньеі — майор Радянської армії (дублює Олег Жаков)
- Імре Шінковіч — гестаповець
- Йожеф Кауцкі — Хельмут Кеніг
- Золтан Башілідеш — Хорвард, кухар
- Янош Макларен — пекар
- Золтан Гера — Ласло Кох, лікар
- Дьюла Бодрогі
- Янош Гаріч

## Додаткова інформація
- В основу сюжету фільму «Альба Регія», покладені події, пов'язані з проведенням операції совєтських спецслужб, в якій брала участь відома розвідниця Марія Фортус.
- Дія фільму і зйомки відбувалися в місті Секешфегервар. Назву міста можна перевести як «Престольний білий град» — це угорське ім'я походить від латинського «Альба Регія», ім'я, під яким місто було відоме в середні віки.